# Libia en los Juegos Olímpicos de Seúl 1988
Libia estuvo representada en los Juegos Olímpicos de Seúl 1988 por seis deportistas masculinos que compitieron en tres deportes.
El equipo olímpico libio no obtuvo ninguna medalla en estos Juegos.